# 周光坰
周光坰（1919年—？），男，四川成都人，中国流体力学家、力学教育家，曾任北京大学教授、博士生导师。